# President's Cup 2007
Il President's Cup 2007 è stato un torneo di tennis facente parte della categoria ATP Challenger Series nell'ambito dell'ATP Challenger Series 2007. Il torneo si è giocato a Astana in Kazakistan dall'11 al 17 giugno 2007 su campi in cemento.

## Vincitori

### Singolare
Mikhail Ledovskikh ha battuto in finale  Björn Phau con il punteggio di 7–6(2), 6–3

### Doppio
Daniel Brands /  Adam Feeney hanno battuto in finale  Kamil Čapkovič /  Ivan Dodig con il punteggio di 6–2, 6–4